# IC 4741
IC 4741 est une galaxie spirale située dans la constellation du Paon. Sa vitesse par rapport au fond diffus cosmologique est de 4 612 ± 48 km/s, ce qui correspond à une distance de Hubble de 68,0 ± 4,8 Mpc (∼222 millions d'al). Cette galaxie a été découverte par l'astronome américain DeLisle Stewart en 1901.
La classe de luminosité d'IC 4741 est I-II.

## Groupe d'IC 4765
Selon A. M. Garcia IC 4741 fait partie du groupe d'IC 4765. Ce groupe de galaxies renferme au moins 31 membres dont trois du New General Catalogue et 19 de l'Index Catalogue.